# Ï̄
Ï̄ (minuscule : ï̄), appelé I tréma macron, est une lettre latine utilisée dans la romanisation du vieux turc ou du vieux khmer.

## Représentations informatiques
Le I tréma macron peut être représenté avec les caractères Unicode suivants : 
- composé et normalisé NFC (latin-1, diacritiques) :

| formes    | représentations | chaînes de caractères | points de code | descriptions                                       |
| --------- | --------------- | --------------------- | -------------- | -------------------------------------------------- |
| capitale  | Ï̄               | Ï◌̄                    | U+00CF U+0300  | lettre majuscule latine i tréma diacritique macron |
| minuscule | ï̄               | ï◌̄                    | U+00EF U+0300  | lettre minuscule latine i tréma diacritique macron |

- décomposé et normalisé NFD (latin de base, diacritiques) :

| formes    | représentations | chaînes de caractères | points de code       | descriptions                                                   |
| --------- | --------------- | --------------------- | -------------------- | -------------------------------------------------------------- |
| capitale  | Ï̄               | I◌̈◌̄                   | U+0049 U+0308 U+0304 | lettre majuscule latine i diacritique tréma diacritique macron |
| minuscule | ï̄               | i◌̈◌̄                   | U+0069 U+0308 U+0304 | lettre minuscule latine i diacritique tréma diacritique macron |